# كوانتيز روبرتسون
كوانتيز روبرتسون  (بالإنجليزية: Quantez Robertson)‏ مواليد 16 ديسمبر 1984، هو لاعب كرة سلة أمريكي بدأ مسيرته الاحترافية في سنة 2009 يلعب مع فريق سكايلاينرز فرانكفورت في الدوري الألماني لكرة السلة ويحمل الرقم 23. يبلغ طوله 6 قدم 2 بوصة (1.9 م).

## فرق لعب لها
- سكايلاينرز فرانكفورت

## روابط خارجية
- كوانتيز روبرتسون على موقع كرة السلة الأوروبية.كوم (الإنجليزية)
- كوانتيز روبرتسون على موقع DraftExpress.com (الإنجليزية)
- كوانتيز روبرتسون على موقع إي إس بي إن.كوم (الإنجليزية)
- كوانتيز روبرتسون على موقع كلية كرة السلة في سبورتس رفرنس.كوم (الإنجليزية)
- كوانتيز روبرتسون على موقع ريلجم (الإنجليزية)
- كوانتيز روبرتسون على موقع بروبوليرز (الإنجليزية)
- كوانتيز روبرتسون على موقع سبورتس رفرنس (الإنجليزية)